# آفتاب‌پرست (مجموعه نمایش خانگی)
آفتاب‌پرست نام مجموعهٔ نمایش خانگی ایرانی به کارگردانی برزو نیک نژاد است که پخش آن از ۲۷ تیر ۱۴۰۱ (عید غدیر) در پلتفرم فیلم نت آغاز شد. از بازیگران این سریال حمیدرضا آذرنگ، باران کوثری، پژمان جمشیدی، پیام احمدی‌نیا، غلامرضا نیکخواه، حسن زارعی، شبنم قربانی،سولماز غنی و گوهر خیراندیش هستند.

## خلاصهٔ داستان
سریال آفتاب‌پرست، داستان دو رفیق خفت‌گیر به نام‌های جمال و منوچهر است که عشق لاتی و سطح یک شدن در خفت‌گیری را دارند اما از بی عرضه‌گی و بدشانسی گیر پلیس می‌افتند و به زندان می‌روند. جمال در زندان به همه می‌گوید که در سطح یک فقط پورشه‌سوار خفت کرده‌اند و به همین خاطر به جمال پورشه معروف می‌شود و…

## بازیگران
- پژمان جمشیدی
- الهام اخوان
- باران کوثری
- غلامرضا نیکخواه
- سولماز غنی
- سیاوش چراغی‌پور
- حسن زارعی
- حمیدرضا آذرنگ
- گوهر خیراندیش
- شبنم قربانی
- پیام احمدی‌نیا
- یدالله شادمانی
- فاطمه مرتاضی
- فرهاد بشارتی
- فرزین محدث
- جواد خواجوی
- فروغ قجابگلی
- حامد وکیلی
- پیام نعیمی
- احمد یاوری
- فرید اخباری
- حسین زمانی
- بهزاد هاشمی
- سعید نعمتی
- عرفان ناصری
- کمال امرائی
- رضا جهانی
- رضاعبدالله زاده
- میثاق یوسفی
- علی غریب
- جعفر آقاجانلو